# Popayanita
Popayanita là một chi bướm đêm thuộc phân họ Tortricinae của họ Tortricidae.

## Các loài
- Popayanita ptycta Razowski, 1987